# Лопес, Франко Алексис
Франко Алексис Лопес (исп. Franco Alexis López; 1 апреля 1998 года, Исидро-Касанова, Буэнос-Айрес, Аргентина) — аргентинский футболист, играющий на позиции нападающего. Ныне выступает за аргентинский клуб «Каньюэлас».

## Карьера
Лопес является воспитанником «Ривер Плейта». 8 июня 2015 года Лопес дебютировал в аргентинском первенстве в матче против «Олимпо», выйдя на замену на 66-й минуте вместо Фернандо Кавенаги. С 2017 года продолжил выступать за дублирующий состав «Ривер Плейта». По состоянию на февраль 2018 года в основной команде не играет.